# NGC 3498
NGC 3498 – prawdopodobnie gwiazda potrójna znajdująca się w gwiazdozbiorze Lwa. Skatalogował ją William Herschel 8 kwietnia 1784 roku jako obiekt typu „mgławicowego”.